# Lex Domitia de sacerdotiis
Domitia de sacerdotiis va ser una llei romana proposada pel tribú de la plebs Gneu Domici Aenobarb, l'avi de l'emperador Neró, l'any 103 aC quan eren cònsols Gai Mari i Luci Aureli Orestes. Es pensa que la llei permetia als absents optar als càrrecs sacerdotals.